# Esthlogena albolineata
Esthlogena albolineata är en skalbaggsart som först beskrevs av Stefan von Breuning 1940.  Esthlogena albolineata ingår i släktet Esthlogena och familjen långhorningar.
Artens utbredningsområde är:
- Guyana.
- Surinam.

Inga underarter finns listade i Catalogue of Life.